# (6068) Brandenburg
(6068) Brandenburg est un astéroïde de la ceinture principale.

## Description
(6068) Brandenburg est un astéroïde de la ceinture principale. Il fut découvert le 10 octobre 1990 à Tautenburg par Freimut Börngen et Lutz Dieter Schmadel. Il présente une orbite caractérisée par un demi-grand axe de 3,04 UA, une excentricité de 0,08 et une inclinaison de 9,0° par rapport à l'écliptique.

## Compléments